# A. Jaroslav Urban
A. Jaroslav Urban (23. října 1899 Bylany – 4. března 1962 Praha) byl československý filmový kritik, scenárista, novinář a spisovatel, užíval jména A.J.Urban.

## Životopis
A. J. Urban prožil dobrodružné mládí, kdy hodně cestoval po světě. V této době vyzkoušel mnoho povolání, mj. pracoval na plantážích, byl námořník a zlatokop. Po svém návratu do Československa pracoval od roku 1923 jako novinář v Lidových novinách. Od roku 1938 působil v Národní politice jako divadelní kritik. Používal šifry: A. J. U. dále a.j.u., – Ur, ur, ale také „u“, rovněž malé u. V Národní práci užíval šifru –b-. Publikoval v Magazínu družstevní práce (1934), v Přítomnosti (1931). V románu „Milosrdný smích“ (1934) satirickým způsobem zobrazil celé pozadí filmového průmyslu. Psal také hesla o filmu pro Ottův slovník naučný nové doby: Dodatky k velikému Ottovu slovníku naučnému. Autor divadelních her, např. „Jen krok“.
Po roce 1945 byl redaktorem Práva lidu a od roku 1948 až do své náhlé smrti v roce 1962 byl redaktorem časopisu Svět v obrazech.

## Filmový scenárista
V roce 1938 se stal scenáristou a dramaturgem společnosti A. B. Barrandov. Podle jeho scénářů byly realizovány dva filmy:
- Neporažená armáda (1938) – režie Jan Bor a filmu vystupovali herci Národního divadla v Praze a Slovenského divadla z Bratislavy. (L.Boháč, J. Pivec, Andrej Bagar, F. Dibarbora). Film přišel do kin po Mnichovu a byl uveden k 28. říjnu v kině Lucerna. Vyrobil Lucernafilm.
- Pán a sluha (1938) – režie Walter Schorsch, s Františkem Kryštofem-Veselým, Jindřichem Plachtou, Václavem Tréglem v hlavních rolích (Lucernafilm).
- Třetím filmem, který se však nedočkal realizace, měl být film v režii Vladimíra Slavinského podle divadelní předlohy hry A. J. Urbana Jediný krok. Natáčení bylo přerušeno v důsledku internace představitele hlavní role O. Nového gestapem.
- Čtvrtým filmem byl, na kterém se A. J. Urban spolupodílel společně s Alexandrou Urbanovou, byl film Červená ještěrka z roku 1948 v režii Františka Sádka podle literární předlohy Jiřího Mařánka Ještěrka v červeném bludišti. V hlavních rolích s Jindřichem Plachtou a Vlastou Fabiánovou - (Československý státní film)